# Circonscription de Shortland

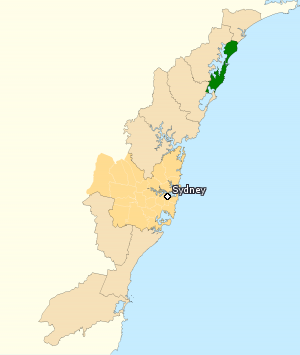
La circonscription de Shortland (en vert) en Nouvelle-Galles du Sud.

La circonscription de Shortland est une circonscription électorale australienne en Nouvelle-Galles du Sud. Elle est située dans la région de la Central Coast, juste au sud de Newcastle. La circonscription longe la côte du Pacifique, pénétrant seulement en moyenne sur cinq ou dix kilomètres à l'intérieur des terres. Une grande partie de la limite ouest est formée par le lac Macquarie. Elle est limitée par la circonscription de Charlestown au nord et celle de Norah Head au sud et comprend les villes de Toukley, Doyalson, Swansea, Belmont et Gateshead.
Elle a été créée en 1949 et porte le nom de John Shortland, un des premiers explorateurs européens de la vallée Hunter.
C'est l'un des sièges les plus sûrs dans le pays pour le parti travailliste.

## Députés
| Nom               | Parti        | Période de mandat |
| ----------------- | ------------ | ----------------- |
| Charles Griffiths | Travailliste | 1949–1972         |
| Peter Morris      | Travailliste | 1972–1998         |
| Jill Hall         | Travailliste | 1998–en cours     |